# Anne-Charles Hérisson

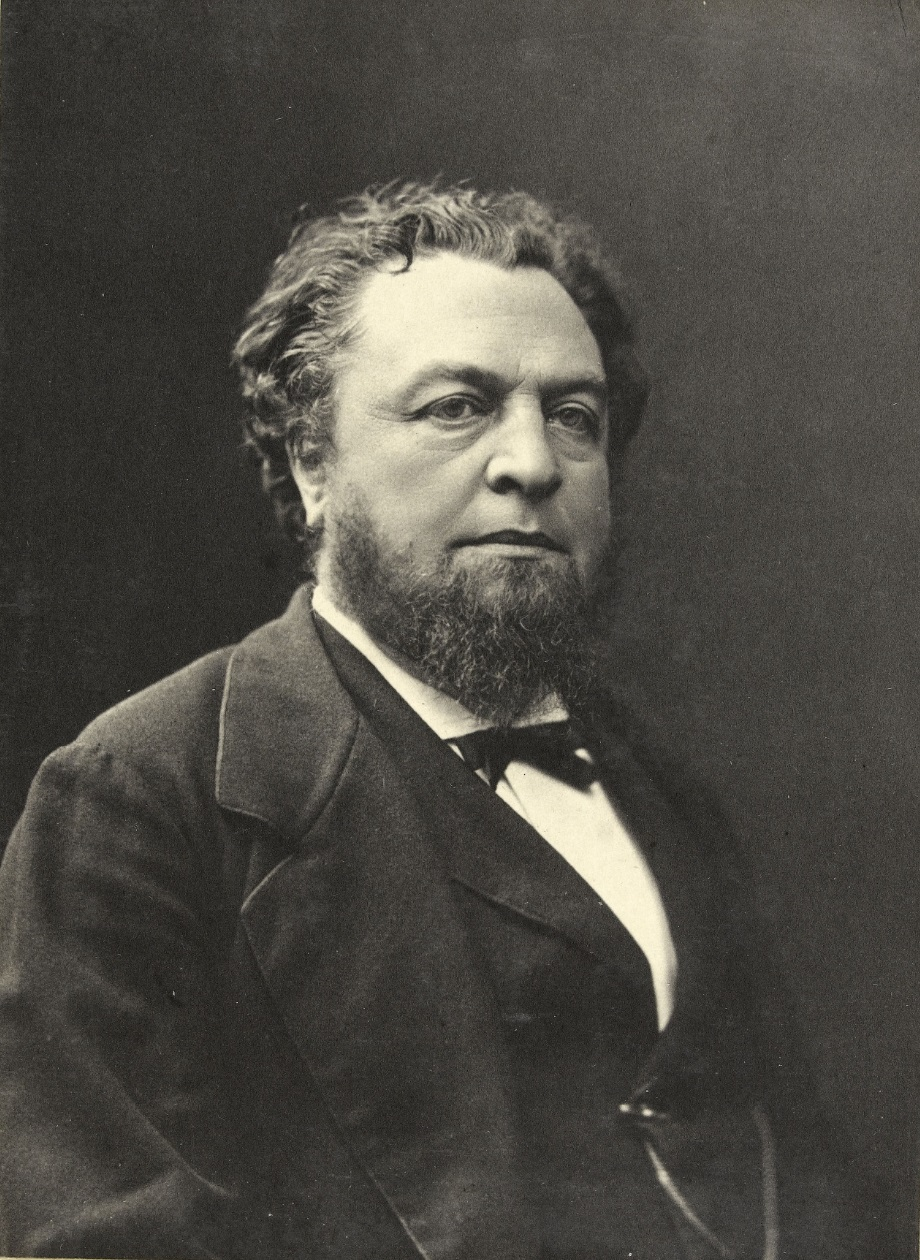
Hérisson, Charles

Anne-Charles Hérisson (* 12. Oktober 1831 in Surgy; † 23. November 1893 ebenda) war ein französischer Jurist und Politiker. Vom 7. August 1882 bis zum 17. Februar 1883 war er in den Kabinetten Duclerc und Fallières Minister der Öffentlichen Arbeiten sowie vom 21. Februar 1883 bis zum 14. Oktober 1884 im Kabinett Ferry (2.) Handelsminister seines Landes.

## Leben
Der Sohn des Bürgermeisters Jean-Baptiste Hérisson vollendete nach sechs Schuljahren in Clamecy seine schulische Bildung am Pariser Lycée Saint-Louis, einer der ältesten und angesehensten höheren Schulen Frankreichs mit speziellen Vorbereitungsklassen für die Grandes écoles und studierte anschließend Rechtswissenschaften. Hérisson wurde 1858 als Rechtsanwalt beim Staatsrat und beim Kassationshof, den beiden höchsten Gerichten Frankreichs, zugelassen. Zusammen mit Jules Ferry, Louis-Antoine Garnier-Pagès und anderen republikanischen Gegnern Napoleon III. wurde er 1864 im damals Aufsehen erregenden Prozess der Dreizehn wegen der Bildung einer verbotenen Vereinigung angeklagt und zu einer Geldstrafe von 500 Franc verurteilt.
Nach dem Ende seiner politischen Karriere wurde Hérisson Richter am Kassationshof und wirkte als Herausgeber und Autor an mehreren juristischen Fachzeitschriften mit.

## Politische Karriere
Nach dem Sturz Napoleons wurde Hérisson Bürgermeister des 6. Arrondissement und Stellvertretender Bürgermeister von Paris und nahm beide Ämter bis zum Beginn der Pariser Kommune am 18. März 1871 wahr. Nach deren Ende wurde er (bis 1881) wieder Arrondissementsbürgermeister und auch gewähltes Mitglied des Stadtrates von Paris. Schon im Februar 1871 hatte Hérisson erfolglos für die Nationalversammlung kandidiert. Von 1874 bis 1876 war er – parallel zu seinen Pariser Ämtern – für das Département Haute-Saône und vom Juli 1878 bis November 1885 für Paris Abgeordneter der Kammer, wo er sich zur Republikanischen Union hielt.
Seine erste Amtszeit als Minister war vor allem von Auseinandersetzungen um den Haushalt seines Ministeriums geprägt, die schließlich auch zum Sturz des Kabinetts führten. Nach seinem Ausscheiden aus der Regierung trat er zu den nächsten Parlamentswahlen nicht mehr an. Er wurde als Offizier der Ehrenlegion ausgezeichnet.